# 疣枝小檗
疣枝小檗（学名：Berberis verruculosa）为小檗科小檗属的植物，是中国的特有植物。分布在中国大陆的云南、四川、甘肃等地，生长于海拔1,900米至3,200米的地区，多生长于山坡灌丛中、山谷岩石上及林下，目前尚未由人工引种栽培。